# آماندا والش
آماندا والش (به انگلیسی: Amanda Walsh) (زاده ۳ اکتبر ۱۹۸۱) بازیگر کانادایی است.

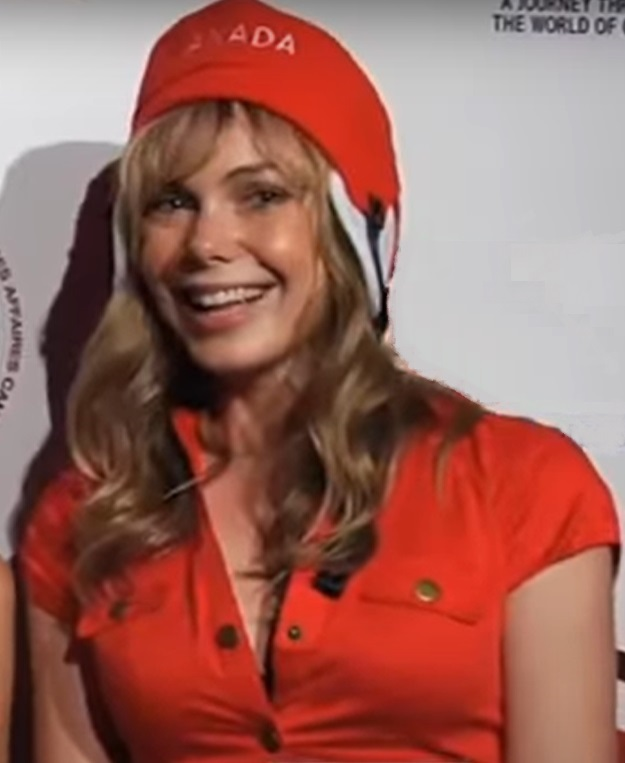
Amanda Walsh (2011)

از فیلم‌های معروف او می‌توان به فیلم ارواح دوست دخترهای سابق، سکس و مرگ ۱۰۱ و زیبایی و کیف دستی اشاره کرد.